# The Godfather (roman)
The Godfather er en kriminalroman af den amerikanske forfatter Mario Puzo. Den blev oprindeligt udgivet i 1969 via G. P. Putnam's Sons, og romanen fortæller en historie om en fiktiv mafiafamilie i New York City (og Long Island), der ledes af Vito Corleone, der kaldes Godfather. Den foregår i årene 1945 til 1955, og inkluderer Vito Corleones baggrundshistorie fra barndommen til han bliver voksen.
Den første bog i serien, The Godfather er notabel for at introducere italienske ord som consigliere, caporegime, cosa nostra og omertà til det engelsk-talende publikum. Den blev filmatiseret i 1972. Der blev produceret yderligere to film i serien, der inkluderede nye bidrag fra Puzo selv, i hhv. 1974 og 1990.

## Inspiration
Store dele af romanen er baseret på virkeligheden, særligt historien om "de fem familier", mafians organisation i New York og det omkringliggende område. Romanen introducerer også hentydninger til virkelige mafia-medlemmer og deres tiknyttede folk. Som eksempel er Johnny Fontane baseret på Frank Sinatra, og Moe Greene på Bugsy Siegel. Derudover er karakteren Vito Corleone komponeret af de kriminelle overhoveder Frank Costello og Carlo Gambino.